# Grand Manan Island
Grand Manan Island (oder auch einfach Grand Manan) ist eine kanadische Insel, die größte in der Bay of Fundy. Sie ist auch die Hauptinsel des Grand-Manan-Archipels und befindet sich auf der Grenze zwischen der Bay of Fundy und dem Golf von Maine. Grand Manan gehört zum Verwaltungsbezirk Charlotte County innerhalb der Provinz New Brunswick. Im Jahre 2006 hatte die Insel 2.460 Einwohner.

## Geografie
Grand Manan Island befindet sich bei 44°42' nördlicher Breite und 66°48' westlicher Länge vor der Ostküste des nordamerikanischen Kontinents. Es liegt am westlichen Ausgang der Bay of Fundy, einem Randmeer des Atlantiks zwischen den Provinzen New Brunswick und Nova Scotia, dessen Gezeiten zu den stärksten der Welt gehören. Sie liegt 32 km südlich von Blacks Harbour und der nächstgelegene Punkt auf dem Festland befindet sich im Washington County im US-Bundesstaat Maine nahe der Ortschaft Lubec (der östlichsten Gemeinde der USA). Hier beträgt die Entfernung zum Festland auf der anderen Seite des Grand Manan Channel 15 km. Grand Manan ist 34 km lang und maximal 18 km breit und hat eine Fläche von 137 km².
Die überwiegende Mehrheit der Einwohner lebt auf der Ostseite der Insel. Wegen ihrer Unzugänglichkeit, der fast 100 Meter hohen Klippen und der starken Winde ist die Westseite der Insel nicht besiedelt, obwohl es Windkraftanlagen in Dark Harbour sowie einen Algenzuchtbetrieb und eine Feriensiedlung für Insulaner dort gibt. Grand Manan hat ein Wegenetz für Allradfahrzeuge, zum Wandern, zum Mountainbiking und für Naturbeobachtung und es stellt ein anspruchsvolles Terrain zum Joggen dar. Es gibt eine Reihe von Süßwasserteichen und -seen und Meeresstränden, die beliebte Ziele zum Sonnenbaden, Muschelsammeln und Picknicken sind. Weitere interessante Entdeckungen auf Grand Manan Island sind magnetischer Sand und das Hole-In-The Wall im Whale Cove im Dorf North Head. Der Anchorage Provincial Park befindet sich an der Südostküste der Insel zwischen den Ortschaften Grand Harbour und Seal Cove.
White Head Island, Gull Rock, Machias Seal Island und North Rock sind Teil der weiter gefassten Grand-Manan-Inselgruppe. Die beiden Letzteren liegen etwa 15 km südwestlich von Grand Manan Island. Sowohl Machias Seal Island als auch North Rock werden von den USA und von Kanada beansprucht. Verwaltungstechnisch stellen sie den südlichsten Teil der Provinz New Brunswick dar. Auf Machias Seal Island befindet sich auch der letzte bemannte Leuchtturm der Provinz. Das Leuchtfeuer wird seit 1832 ununterbrochen betrieben. Die Stelle des Leuchtturmwärters wurde in den 1990er-Jahren aus Kostengründen gestrichen, aber bald wieder eingeführt als Symbol nationaler Souveränität. Auf der Insel führt das Atlantic Cooperative Wildlife Ecology Research Network der Universität von New Brunswick in Fredericton Forschungen durch.

## Geschichte

### Entdeckung

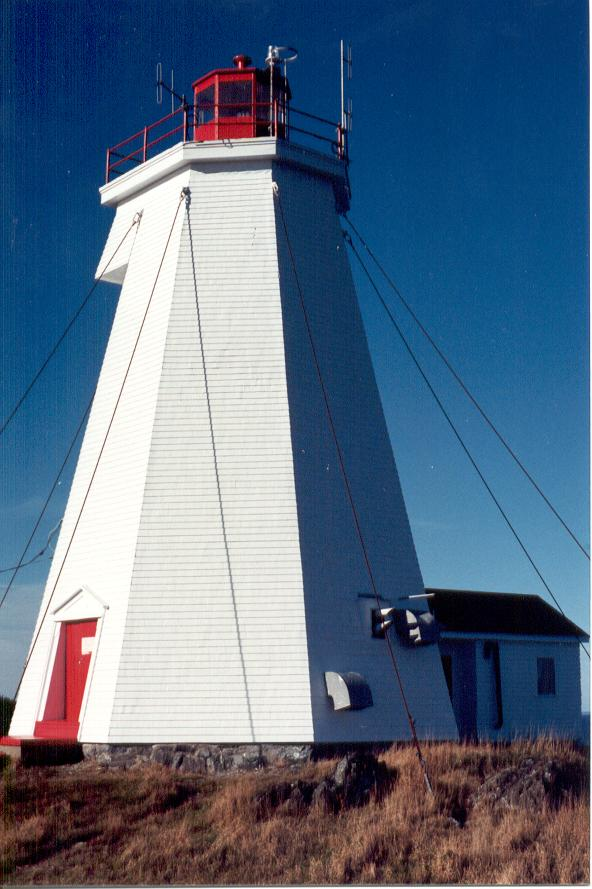
Swallow Tail Lighthouse

„Manan“ ist eine Verballhornung von „mun-an-ook“ oder „man-an-ook“, was in der Sprache der Maliseet-Passamaquoddy-Penobscot Indianer „Inselort“ oder „die Insel“ bedeutet („-ook“ heißt „Leute aus“). Diese Ureinwohner nutzten laut mündlicher Überlieferung Grand Manan und die umliegenden Inseln während der Wintermonate als einen sicheren Ort für die Älteren des Volkes und als einen heiligen Begräbnisplatz. Es wird vermutet, dass Wikinger die ersten Europäer waren, die Grand Manan Island besuchten, während sie um das Jahr 1000 die Bay of Fundy und dem Golf von Maine erkundeten. Im späten 15. Jahrhundert sahen die berühmten Entdecker Sebastian Caboto und Gaspar Corte-Real wahrscheinlich das heutige Grand Manan und die Bay of Fundy, während sie getrennt voneinander die Neue Welt erkundeten. Während des frühen 16. Jahrhunderts sollen bretonische Fischer in den reichen Wassern rund um die Insel gefischt und in ihren alten Eichenwäldern Schutz gesucht haben.
Der portugiesische Entdecker João Álvares Fagundes kartierte die Region rund um Grand Manan Island etwa 1520, allerdings erscheint die Insel vor 1558 auf keiner Karte klar. Berichte über reiche Länder führten dazu, dass die Portugiesen die Gegend für bedeutend genug hielten, sie in eine umfassende Karte der Neuen Welt mit aufzunehmen. Der berühmte Kartograph Diogo Homem fertigte diese Karte an und verzeichnete dabei das spätere Grand Manan und umliegende Inseln. Man glaubt, dass der Name „Fundy“ auf diese Zeit zurückgeht, als die Portugiesen und bretonische Fischer die Bucht als „Rio Fundo“ oder „tiefen Fluss“ bezeichneten.
Es ist wahrscheinlich, dass die Karte beim französischen Händler und Entdecker Stephen Bellinger (Étienne Bellenger) eine Faszination für die Region weckte. Mit dem Wunsch, von den Reichtümern dieses neu entdeckten Paradieses zu profitieren, stach Bellinger im Januar 1583 an Bord der Chardon in See und erreichte Kap Breton um den 7. Februar herum. Er segelte die eine Seite des heutigen Nova Scotia entlang und kam in die „große Bucht dieser Insel“, nämlich in die Bay of Fundy (Baie Française). Da er notierte, dass die „Einfahrt so schmal ist, dass der Schuss einer Kalverine von einer Seite die andere erreichen kann“, scheint es, dass er zwischen Long Island und Digby Neck hindurch in die Bucht hinein gefahren ist (falls sich die Küstenlinie seitdem nicht verändert haben sollte).
Er benannte viele Plätze, während er die Bucht weiter erkundete, und einige Namen, die er Orten entlang der Nordküste gab, haben seine Reise überdauert. Es scheint, dass er die Bay of Fundy zwischen der Insel Grand Menane (Grand Manan) und dem heutigen Maine verlassen hat.
Mit dem Beiboot der Chardon ging Bellinger zehn bis zwölf Mal an Land. Er inspizierte die Ressourcen auf dem Festland genau, seine Holzbestände, seine Möglichkeiten zur Salzgewinnung, seinen mutmaßlichen Mineralienreichtum und brachte einige Erze mit nach Hause, die mutmaßlich Blei und Silber enthielten. Er hatte auch häufig Kontakt mit den Passamaquoddy-Penobscot-Indianern. Er hielt fest, dass die „Eingeborenen“, die 60 bis 80 Leugen westlich von Kap Breton lebten, gerissen, grausam und betrügerisch seien: er verlor zwei Männer und sein Beiboot während er entlang der Küste von Nova Scotia zurückfuhr. Jedoch fand er die Passamaquoddy-Indianer weiter westlich und in der Gegend, die heute Maine und Grand Manan ist, sanft und zugänglich. Er hatte eine gewisse Menge kleiner Artikel zum Eintauschen dabei und bekam dafür im Gegenzug von den Indianern verschiedene Wildprodukte.
Im Jahr 1606 segelte der französische Entdecker Samuel de Champlain während einer Reise im Auftrag von König Heinrich IV. durch die Bay of Fundy und suchte im März des Jahres während eines Sturmes Schutz auf White Head, einer Nebeninsel von Grand Manan. Sieben Jahre später fertigte de Champlain eine detaillierte Karte dessen, was er gesehen hatte, an und benannte die „große“ Insel „Manthane“, was er später in Menane oder Menasne abänderte. „Grand“ wurde später offiziell zum Namen hinzugefügt.
Im Jahr 1693 wurde die Insel Grand Manan Paul D'Ailleboust, Sieur de Périgny, zugesprochen als Teil von Champlains „Neufrankreich“. D'Ailleboust nahm sie nicht in Besitz und die Insel fiel zurück an die französische Krone, wo sie bis 1713 verblieb, als sie im Frieden von Utrecht zu Großbritannien kam.

### Kolonialzeit
Trotz der Erkundungen und Handelsaktivitäten in früheren Jahren wurde die erste dauerhafte Siedlung auf Grand Manan erst 1784 begründet als Moses Gerrish eine Gruppe Siedler in einer Gegend versammelte, die er Ross Island nannte, zu Ehren des Siedlers Thomas Ross.
Zu dieser Zeit waren die Vereinigten Staaten entstanden. Aufgrund des Friedens von Paris im Jahr 1783 betrachteten die USA Grand Manan Island wegen seiner Nähe zu Maine als ihren rechtmäßigen Besitz. Viele Jahre lang zankten sich die Vereinigten Staaten und Großbritannien um Grand Manan. Im Jay-Vertrag von 1794 wurden Großbritanniens Rechte an Grand Manan Island festgeschrieben während es die Herrschaftsansprüche über die Inseln Eastport Moose, Frederick und Dudley in der nahe gelegenen Cobscook Bay aufgab.
Jedoch war das Eigentum des jeweiligen Landes unter den Händlern der damaligen Zeit nicht völlig eindeutig.

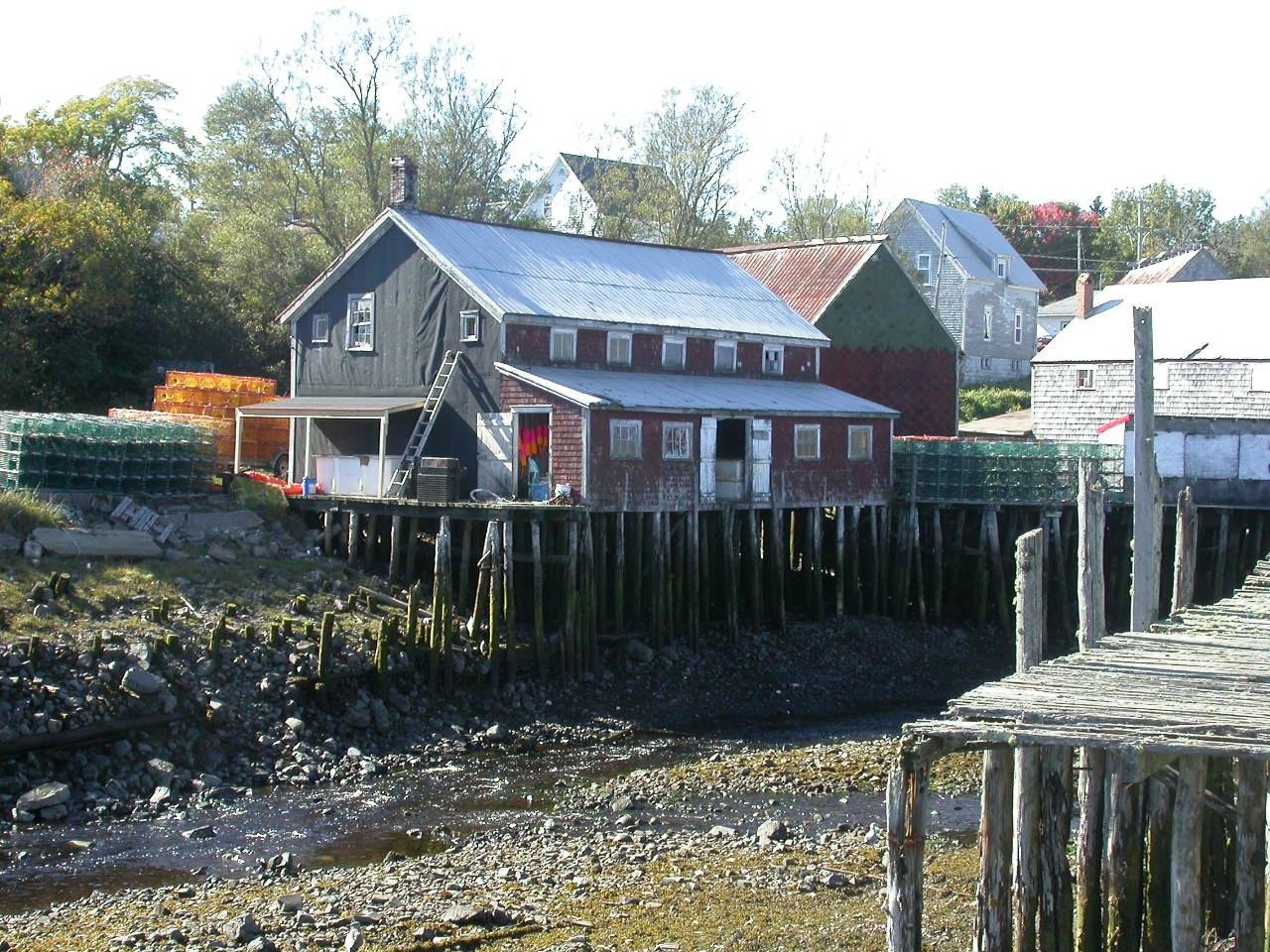
Das historische Seal Cove, relativ unverändert seit dem späten 19. Jahrhundert

### Vom 19. Jahrhundert bis in die Gegenwart
Während des Zeitraumes von 1812 bis 1814 war die Bay of Fundy von Freibeutern befallen. Wegen des andauernden Disputes zwischen britischen Loyalisten und den Vereinigten Staaten über die Ressourcen und die strategisch günstige Lage von Grand Manan Island wurde die Insel fast zum Auslöser für einen weiteren Krieg zwischen beiden Ländern. Die Siedler auf Grand Manan mussten während dieser Jahre vieles aushalten, denn Freibeuter von beiden Seiten überfielen häufig die Dörfer an der Ostküste der Insel und plünderten.
Der genaue Grenzverlauf und die Hoheit über die kleinen Inseln in der Passamaquoddy Bay wurden erst 1817 endgültig festgelegt, als Großbritannien die uneingeschränkte Herrschaft über Grand Manan und die umliegenden Inseln von den Vereinigten Staaten erhielt.
Im Jahr 1832 war die Insel zu einem Ziel für Menschen geworden, die dort Wohlstand und Abgeschiedenheit suchten. Die Anglikanische Kirche richtete vor Ort Schulen ein. Während sich die benachbarten Inseln entlang der amerikanischen Küste bis nach Boston hauptsächlich auf den Walfang stützten, war Grand Manan für Schiffbau und Fischerei bekannt. Im frühen 19. Jahrhundert wurden Lärchen-, Birken- und Eichenholz gerodet und es gab eine aufblühende Schiffbaubranche. Die Bevölkerung der Insel wuchs und brachte viele gute Zimmerleute hervor. Grand Manan Island wurde für seine versierten Schiffsbauer bekannt.
In dieser Zeit gab es auch eine Reihe von Schiffsunglücken vor der felsigen, klippenreichen Küste der Insel. Einer der bekanntesten dieser Schiffbrüche, der der Lord Ashburton, ereignete sich im Winter 1857. Die Bark hatte von Toulouse kommend den Atlantik überquert. Knapp 60 Meilen vor ihrem Zielhafen Saint John wurde die Lord Ashburton von einem Orkan auf die Klippen am Nordende von Grand Manan Island getrieben. Der Kapitän, drei Maate und die 28 Mitglieder der Besatzung wurden über Bord gespült. Nur acht der Männer überlebten und wurden von Dorfbewohnern versorgt. Die Leichen der Umgekommenen wurden am nächsten Tag unterhalb der Klippen geborgen und auf dem Friedhof im Dorf North Head bestattet, wo später zur Erinnerung an sie ein Denkmal errichtet worden ist.
Im Jahr 1851 zählte die Insel fast 1.200 ständige Bewohner, von denen die meisten in der äußerst erfolgreich gewordenen Fischereibranche tätig waren.